# Rue Lionnois
La rue Lionnois est une voie située à l'est de la ville de Nancy, dans le département de Meurthe-et-Moselle, en région Lorraine (Grand Est).

## Situation et accès
La rue Lionnois est une rue en Y entourant toute l'église Saint-Pierre partant de l'avenue du Maréchal-de-Lattre-de-Tassigny et aboutissant rue de Bitche.

## Origine du nom
Cette rue porte le nom de Jean-Jacques Bouvier dit Lionnois (1730-1806), né à Nancy, professeur puis principal du Collège de Nancy. Il fut le premier historien de Nancy et de la Lorraine. Il a habité au 41 Grande rue et est mort au 17 rue Braconnot .

## Historique
L'histoire de cette rue, tracée sur d'anciens jardins, est liée à la construction de l'église dès 1885 sur une grande place dite Saint-Pierre. Quelques années plus tard, la rue actuelle est tracée de l'église à la rue de Bitche pour desservir la Faculté de Médecine.

## Bâtiments remarquables
- no 24 la villa Bergeret est classée au titre des monuments historiques par arrêté du 5 juillet 1996[2].
- A l'ouest de la rue, Église Saint-Pierre de Nancy.